# Oedipodinae
Sous-famille
Les Oedipodinae sont une sous-famille d'insectes orthoptères de la famille des Acrididae.

## Distribution
Les espèces de cette sous-famille se rencontrent sur tous les continents.

## Liste des genres
Selon Orthoptera Species File (24 juillet 2018) :
- tribu Acrotylini Johnston, 1956
  - genre Acrotylus Fieber, 1853
  - genre Pusana Uvarov, 1940
- tribu Anconiini Hebard, 1937
  - genre Anconia Scudder, 1876
- tribu Arphiini Otte, 1995
  - genre Arphia Stål
  - genre Lactista Saussure, 1884
  - genre Leuronotina Hebard, 1932
  - genre Tomonotus Saussure, 1861
- tribu Bryodemini Bey-Bienko, 1930
  - genre Andrea Mistshenko, 1989
  - genre Angaracris Bey-Bienko, 1930
  - genre Bryodema Fieber, 1853
  - genre Bryodemacris Benediktov, 1998
  - genre Bryodemella Yin, 1982
  - genre Compsorhipis Saussure, 1889
  - genre Uvaroviola Bey-Bienko, 1930
- tribu Chortophagini Otte, 1995
  - genre Chimarocephala Scudder, 1875
  - genre Chortophaga Saussure, 1884
  - genre Encoptolophus Scudder, 1875
  - genre Nebulatettix Gómez, Lightfoot & Miller, 2012
  - genre Shotwellia Gurney, 1940
- tribu Epacromiini Brunner von Wattenwyl, 1893
  - genre Aiolopus Fieber, 1853
  - genre Demirsoyus Sirin & Çiplak, 2004
  - genre Epacromius Uvarov, 1942
  - genre Heteropternis Stål
  - genre Hilethera Uvarov, 1923
  - genre Jasomenia Bolívar, 1914
  - genre Paracinema Fischer, 1853
  - genre Parahilethera Zheng & Ren, 2007
  - genre Platypygius Uvarov, 1942
- tribu Hippiscini
  - genre Agymnastus Scudder, 1897
  - genre Camnula Stål
  - genre Cratypedes Scudder, 1876
  - genre Hadrotettix Scudder, 1876
  - genre Heliastus Saussure, 1884
  - genre Hippiscus Saussure, 1861
  - genre Leprus Saussure, 1861
  - genre Pardalophora Saussure, 1884
  - genre Sticthippus Scudder, 1892
  - genre Xanthippus Saussure, 1884
- tribu Locustini Kirby, 1825
  - genre Locusta Linnaeus, 1758
  - genre Oedaleus Fieber, 1853
  - genre Psophus Fieber, 1853
  - genre Brunnerella Saussure, 1888
  - genre Chifanicus Benediktov, 2001
  - genre Gastrimargus Saussure, 1884
  - genre Grammoscapha Uvarov, 1942
  - genre Locustana Uvarov, 1921
  - genre Pternoscirta Saussure, 1884
  - genre Ptetica Saussure, 1884
  - genre Pycnodictya Stål
  - genre Pyrgodera Fischer von Waldheim, 1846
  - genre Scintharista Saussure, 1884
- tribu Machaerocerini Otte, 1995
  - genre Machaerocera Saussure, 1859
- tribu Oedipodini Walker, 1871
  - genre Celes Saussure, 1884
  - genre Mioscirtus Saussure, 1888
  - genre Ochyracris Zheng, 1991
  - genre Oedipoda Latreille, 1829
  - genre Oedipodacris Willemse, 1932
- tribu Parapleurini Brunner von Wattenwyl, 1893
  - genre Ceracris Walker, 1870
  - genre Ceracrisoides Liu, 1985
  - genre Formosacris Willemse, 1951
  - genre Mecostethus Fieber, 1852
  - genre Parapleurodes Ramme, 1941
  - genre Stethophyma Fischer, 1853
  - genre Yiacris Zheng & Chen, 1993
- tribu Psinidiini
  - genre Derotmema Scudder, 1876
  - genre Hippopedon Saussure, 1861
  - genre Mestobregma Scudder, 1876
  - genre Metator McNeill, 1901
  - genre Psinidia Stål
  - genre Trachyrhachys Scudder, 1876
  - genre Trepidulus McNeill, 1901
- tribu Sphingonotini Johnston, 1956
  - genre Conipoda Saussure, 1884
  - genre Cophotylus Krauss, 1902
  - genre Eusphingoderus Bey-Bienko, 1950
  - genre Eusphingonotus Bey-Bienko, 1950
  - genre Heliopteryx Uvarov, 1914
  - genre Helioscirtus Saussure, 1884
  - genre Hyalorrhipis Saussure, 1884
  - genre Microtes Scudder, 1900
  - genre Phaeonotus Popov, 1951
  - genre Pseudoceles Bolívar, 1899
  - genre Quadriverticis Zheng, 1999
  - genre Sphingoderus Bey-Bienko, 1950
  - genre Sphingonotus Fieber, 1852
  - genre Tetramerotropis Saussure, 1888
  - genre Thalpomena Saussure, 1884
  - genre Vosseleriana Uvarov, 1924
- tribu Trilophidiini Shumakov, 1963
  - genre Trilophidia Stål
- tribu Trimerotropini Blatchley, 1920
  - genre Circotettix Scudder, 1876
  - genre Conozoa Saussure, 1884
  - genre Dissosteira Scudder, 1876
  - genre Spharagemon Scudder, 1875
  - genre Trimerotropis Stål
- tribu Tropidolophini Otte, 1995
  - genre Tropidolophus Thomas, 1873
- tribu indéterminée
  - genre Angaracrisoides Gong & Zheng, 2003
  - genre Asphingoderus Bey-Bienko, 1950
  - genre Atympanum Yin, 1982
  - genre Aulocaroides Werner, 1913
  - genre Aurilobulus Yin, 1979
  - genre Austroicetes Uvarov, 1925
  - genre Brancsikellus Berg, 1899
  - genre Chinabacris Kumar & Usmani, 2016
  - genre Chloebora Saussure, 1884
  - genre Chondronotulus Uvarov, 1956
  - genre Chortoicetes Brunner von Wattenwyl, 1893
  - genre Crinita Dirsh, 1949
  - genre Cyanicaudata Yin, 1979
  - genre Diraneura Scudder, 1897
  - genre Dittopternis Saussure, 1884
  - genre Elmisia Dirsh, 1949
  - genre Eremoscopus Bey-Bienko, 1951
  - genre Eurysternacris Chopard, 1947
  - genre Fitzgeraldia Uvarov, 1952
  - genre Homoeopternis Uvarov, 1953
  - genre Humbe Bolívar, 1882
  - genre Jinabia Uvarov, 1952
  - genre Kinshaties Zheng, 1977
  - genre Leptopternis Saussure, 1884
  - genre Melaniacris Zheng, Zhao & Dong, 2011
  - genre Meristopteryx Saussure, 1888
  - genre Morphacris Walker, 1870
  - genre Nepalacris Balderson & Yin, 1987
  - genre Oreacris Bolívar, 1911
  - genre Promesosternus Yin, 1982
  - genre Pseudaiolopus Hollis, 1967
  - genre Pycnocrania Uvarov, 1941
  - genre Pycnodella Descamps, 1965
  - genre Pycnostictus Saussure, 1884
  - genre Qualetta Sjöstedt, 1921
  - genre Rashidia Uvarov, 1933
  - genre Tibetacris Chen, 1964
  - genre Tmetonota Saussure, 1884
  - genre Zimbabwea Miller, 1949
  - genre †Aestilocusta Zhang, 1989
  - genre †Mioedipoda Stidham & Stidham, 2000
  - genre †Nymphacrida Zhang, Sun & Zhang, 1994
  - genre †Oedemastopoda Zhang, Sun & Zhang, 1994

## Publication originale
- Walker, 1871 : Catalogue of the Specimens of Dermaptera Saltatoria in the Collection of the British Museum. Part V and Supplement. London, p. 1–116.